# Joan Busquets i Queralt
Joan Busquets i Queralt (Valls, 1909 - Tarragona, 1940) va ser un sindicalista i polític anarquista català.
Membre del Sindicat Agrícola de Valls, amb la proclamació de la Segona República el 1931 es va incorporar al Sindicat de Treballadors del Camp, vinculat a la Confederació Nacional del Treball (CNT). Va presidir la Societat Agrícola local fins ben entrada la Guerra Civil, el 1938. Va ser regidor de Valls durant el conflicte. Va desenvolupar una intensa tasca en la formació de la cooperativa agrícola local que va permetre mantenir les terres productives i dignificar el treball dels camperols locals. Gairebé al final de la guerra va ser cridat a files, i fou detingut per les tropes franquistes a Cardona.
Denunciat per tretze veïns de la localitat, entre els quals es trobaven l'alcalde nomenat per la tropes ocupants, membres de falange i propietaris de terres que se sentien perjudicats per la cooperativa local, sis d'ells van mantenir que Joan Busquets havia participat en el comitè antifeixista de Valls que hi havia comesa diversos crims en la rereguarda republicana. A pesar que els sis denunciants van ser declarats perjurs pel mateix consell de guerra que ho va jutjar, va ser condemnat a mort i executat a Tarragona. Els perjurs mai van ser jutjats.